# Joseph Alois Faller
Joseph Alois Faller (* 8. Mai 1816 in Barr; † 23. November 1894 in Saint-Cosme) war ein französisch-deutscher römisch-katholischer Geistlicher und Ordensgründer. Er steht am Anfang der Benediktinerinnen der Anbetung.

## Leben und Werk

### Verhinderter Jesuit und Zisterzienser
Joseph Alois (französisch auch: Aloyse) Faller war der Sohn eines Gerbereibesitzers. Er besuchte das von den Jesuiten geführte Kollegium St. Michael in Freiburg in der Schweiz und trat im Herbst 1840 in deren Noviziat in Saint-Acheul bei Amiens ein, musste es aber aus Gesundheitsgründen wieder verlassen. Im Dezember 1842 wurde er in Straßburg zum Weltpriester geweiht. Seine erste Stelle in Hilsenheim verließ er 1843, um in das Trappistenkloster Oelenberg einzutreten, doch auch hier erwies sich seine Gesundheit als zu schwach. Ab 1844 wirkte er als Kaplan und Pfarrer in den Gemeinden Stotzheim, Brebotte (1846) und Felon (1848).

### Gründung der Schwestern der Anbetung
Als Pfarrer von Saint-Cosme versuchte er 1850 eine Männerkongregation zu gründen, scheiterte aber aus finanziellen Gründen. Daraufhin gründete er 1851 erfolgreich eine religiöse Frauengemeinschaft im (seiner Pfarrei zugehörigen) Nachbarort Bellemagny. Er gab ihr eine der Benediktsregel nachempfundene Ordensregel (die 1862 vom Bistum genehmigt wurde). Fallers Gründungsidee war, seiner Gemeinschaft das Charisma der Ewigen Anbetung des Allerheiligsten zu übertragen, verbunden mit karitativen Aufgaben. Vorbild waren die von Mechtilde de Bar gegründeten Benediktinerinnen vom Heiligsten Sakrament, in deren Kloster Saint-Nicolas-du-Port er eine seiner Postulantinnen ausbilden ließ.

### Langjähriges Wirken und Tod
Faller leitete seine Kongregation 38 Jahre lang. Es kam zu Tochtergründungen in Frankreich: 1867 in Lourdoueix-Saint-Michel (Département Indre), 1878 in Le Poët-Laval, 1882 in Bézouotte, 1884 in Saint-Louis, 1889 in Fénay, Nancy und Dijon; ferner in den Vereinigten Staaten (Louisiana) von 1872 bis 1892 (dann Emanzipation vom Mutterhaus).
1891 gab er die geistliche Leitung von Bellemagny ab, wirkte kurzzeitig in Saint-Louis und gründete dann im Pfarrhaus von Saint-Cosme ein Heim für Waisenkinder. Dort starb er 1894 im Alter von 78 Jahren. Seine Grabstätte befindet sich auf dem Klosterfriedhof Bellemagny. In Bellemagny trägt ein Altersheim seinen Namen.

### Postume Entwicklung der Kongregation
Nach Fallers Tod kam es noch zu den französischen Gründungen 1901 in Gevigney, 1906 in Béthune, 1907 in Lutterbach und 1920 in Biding. 1903 gründete die Kongregation ein Haus in Wien, 1922 das Kloster St. Scholastika Neustift bei Vilshofen an der Donau und 1924 ein Haus in Davos in der Schweiz. 1956 wurde die Kongregation offiziell in die Benediktinerföderation (unter Abtprimas Bernard Kälin, 1887–1962) eingegliedert und nennt sich seither Benediktinerinnen der Anbetung (französisch: Bénédictines adoratrices).